# Шеремет Олег Семенович
Шеремет Олег Семенович (17 квітня 1972 , Високе, Чернігівська область ) — український державний та освітній діяч. Ректор Національного університету «Чернігівський колегіум» імені Т. Г. Шевченка (з 2021).

## Біографія
Олег Шеремет народився 17 квітня 1972 року в селі Високе Ніжинського району Чернігівської області. Батько — педагог, сільський голова.
У 1989 році закінчив з відзнакою Височанську середню школу та вступив до Чернігівського державного педагогічного інституту імені Т. Г. Шевченка на спеціальність «Історія та право», який закінчив у 1994 році. У 2002 здобув ступінь магістра за спеціальністю «Правове регулювання економіки» на юридичному факультеті Київського національного економічного університету імені В. Гетьмана.
З 1994 року працював в податковій службі, зокрема на посадах юрисконсульта, начальника відділу, старшого держподатінспектора.
У 2000 році розпочав викладацьку діяльність в Чернігівському державному інституті економіки і управління, зокрема обіймав посади викладача та старшого викладача. Після захисту у 2005 році кандидатської дисертації за спеціальністю «Господарське право, господарсько-процесуальне право» та присвоєння вченого звання доцента обіймав посади заступника декана та декана юридичного факультету.
Депутат V, VI (від Партії регіонів), VII (від ОПЗЖ) скликань Чернігівської міської ради, а з 2008 по 2014 — секретар Чернігівської міської ради (за міського голови Олександра Соколова). Покинув посаду секретаря після пережитого інфаркту.
У 2009 році заявив, що Помаранчева революція 2004 року була «американськими технологіями».
З 2014 року — професор кафедри кримінального права Інституту права імені В. Сташиса Класичного приватного університету в Запоріжжі. У 2018 році закінчив докторантуру та захистив дисертацію на тему «Органи місцевого самоврядування як суб'єкт запобігання злочинам».
З 2019 року — професор кафедри права, філософії та політології Навчально-наукового інституту історії та соціогуманітарних дисциплін імені О. М. Лазаревського Національного університету «Чернігівський колегіум» імені Т. Г. Шевченка.
6 жовтня 2021 року в другому турі переміг на виборах на посаду ректора Національного університету «Чернігівський колегіум» імені Т. Г. Шевченка.
Одружений, має сина. Захоплюється полюванням.